# 點對點 (2014年電影)
《點對點》是2014年上映的一部香港時裝獨立電影，以社區保育及慢活為主題，由黃浩然執導及編劇，陳豪、蒙亭宜主演。本片為黃浩然首次執導的劇情長片，獲香港藝術發展局資助，為第38屆香港國際電影節、第10屆日本大阪亞洲電影節推薦電影。

## 故事大綱
兒時隨父母移民加拿大，長大後回流香港的設計師黃雪聰（陳豪飾），享受慢活，理念與一般香港人的都市生活截然不同。他以童年讀物《兒童樂團》所載的點線遊戲為靈感，偷偷在港鐵路線各站入口附近的外牆上塗鴉，以點點圖案留下關於各個港鐵站所在地區對應地標事物的暗示，這些神秘圖案後來雖被人發現及被傳媒報道，但未有人能破解。另一邊廂，剛從長春來港當普通話教師的曹小雪（蒙亭宜飾）也對都市生活缺乏興趣，她童年時曾獲得從香港流入的逾期《兒童樂團》；注意到港鐵站的點點圖案後，在了解香港的過程中她機緣巧合下獲得靈感，成功拆解圖案所象徵的事物。兩人通過港鐵站的點線遊戲隔空交流，期間漫遊各站附近的社區景點。兩人雖然在生活上有所交集，卻久久未知對方就是自己的知音人。

## 演員
| 演員                         | 角色                  | 備註 |
| ---------------------------- | --------------------- | --- |
| 陳豪                         | 黃雪聰                | 從加拿大回流香港的設計師，享受慢活，關注環保，喜歡在各地四處觀察、拍照。後在語言學校學習普通話。其父親是藍屋「聯興酒莊」的舊老闆，其姑姐死於1970年代銅鑼灣大丸百貨煤氣爆炸案（皆為導演黃浩然將自己家族故事代入其中，見下章節）。 |
| 蒙亭宜                       | 曹小雪                | 從長春來香港的普通話教師。 此角色最初設定是來自日本的教師，因導演黃浩然曾沉迷日劇。 |
| 張雪芹                       | 倩兒                  | 黃雪聰的同事，表面是膚淺的港女，其實有著另一面。喜歡雪聰，但生活理念與其南轅北轍。 |
| 邵仲衡                       | Daniel                | 黃雪聰的表哥。相對於雪聰，較為勢利務實，但對雪聰的請求每每義不容辭。 |
| 邵音音                       | 曾麗芬校長            | 聘請曹小雪的語言學校校長。年青時曾在大丸百貨當收銀員，在爆炸案當天，因黃雪聰姑姐頂替她當值而逃過一劫。 姓名取自本片出品人之一曾麗芬（發行商高先電影老闆）。                                                                      |
| 林子聰（出品人之一）         | 肥文                  | 語言學校職員，小雪的同事兼嚮導。 |
| 張紋嘉（其中一首插曲主唱者） | Helen                 | 黃雪聰的同事，聾啞人士。 |
| 顏培珊（多首插曲主唱者）     | 神婆岑河              | 語言學校教師，在宿舍中與小雪同房。 |
| 波多野裕介                   | 語言學校教師          | |
| 黃浩然（導演）               | 堅尼地城站警員        | |
| 鄺珮詩（監製、黃浩然妻）     | 雪聰媽媽              | 出現於回憶片段。 |
| 吳凱恩（監製）               | 媽媽乘客              | 地鐵乘客。 |
| 譚國明（剪接師）             | 笨學生                | 語言學校的學生。 |
| 譚國明（剪接師）             | 反蝗港人聲音          | 通過小雪在港鐵站牆壁留下的電話號碼打給她的粗鄙男子，從口音察覺她是大陸人後對她辱罵。 |
| 曾翠珊                       | 雪聰朋友              | 客串演出的香港獨立電影界別人士。 本片插入了一段關於其作品《大藍湖》的圈內笑話。 |
| 黃修平                       | 欣澳的香港秘遊導賞員  | 客串演出的香港獨立電影界別人士。 |
| 雪蓮（剪接師）               | 香港秘遊遊客          | |
| 徐羨曾                       | 藍屋導賞員            | |
| 崔允信                       | 社運人雲信（Vincent） | 雪聰在藍屋旁遇上的朋友。客串演出的香港獨立電影界別人士。 |
| 蔡甘銓                       | 社運人占美（Jimmy）   | 雪聰在藍屋旁遇上的朋友。客串演出的香港獨立電影界別人士。 |
| 金佩瑋                       | 社運人阿甘            | 雪聰在藍屋旁遇上的朋友。客串演出的香港獨立電影界別人士。 |

## 構思與製作
早於1990年代末，黃浩然便與其香港演藝學院的舊同學陳德松（兩人當時同居），一同想出了本片最初的意念，靈感來自童年時的點線遊戲。2007年黃浩然獨力完成故事大綱，至2012年才開始籌劃。他曾經帶著自己的計劃先後參加過臺北金馬影展及北京電影節的創投會，但因想堅持自主性，不想為吸納外地資金而加入非本土元素，最後決定獨立製作。黃浩然的太太鄺珮詩也是監製之一。
本片最初的預算是港幣400萬，黃浩然在開鏡時只籌得約230萬，加上成功向香港藝術發展局申請40萬資助，作為經費，並向母校香港演藝學院借來拍攝器材。因預算有限，黃浩然及鄺珮詩夫婦均沒有領取酬勞，而陳豪、邵音音、林子聰等演員均願意以很低的片酬參演。
本片以本土情懷作為賣點，出現或提及很多香港人集體回憶，如兒童刊物《兒童樂團》、天星碼頭、藍屋、銅鑼灣大丸百貨舊址、荔園、維多利亞城界石等。而黃浩然亦將自己家族與這些社區回憶的聯繫代入到男主角的背景中，包括其祖父是藍屋「聯興酒莊」舊老闆；他的姑姐是1972年大丸百貨煤氣爆炸案中喪生的收銀員，當日因頂替同事當值而遇害。
本作為陳豪從電影圈轉投電視圈多年後，再次演出香港電影。

## 發行
本片於2014年10月30日起在商業戲院上映。亦曾於2014年4月在第38屆香港國際電影節「香港電影面面觀2013-14」環節、2015年3月在第10屆日本大阪亞洲電影節「香港電影特輯」環節放映。

## 獲獎及提名
| 獲獎年份 | 頒獎禮               | 獎項         | 名單   | 結果 |
| -------- | -------------------- | ------------ | ------ | ---- |
| 2015     | 第34屆香港電影金像獎 | 最佳新晉導演 | 黃浩然 | 提名 |
| 2015     | 第34屆香港電影金像獎 | 最佳新演員   | 張雪芹 | 提名 |

## 評價
本片上映的2014年，正值佔中運動發生，影評人家明在當年的評論中認為，本片可象徵佔中運動、公民意識覺醒後的新時代電影之始。片中似乎流露出對警察的反感。
影評多從男、女主角的設定上出發。家明指出兩人放諸香港社會均屬於「不正常」，男主角主張慢活，不好談論是非及都市人的一般娛樂活動，來自中國大陸的女主角亦不像一般大陸旅客喜歡購物及逛熱門旅遊景點，顯得可貴。作家潘國靈則從中看出，本片對於當時累積已久的中港矛盾問題，主張尋求融和之路多於突顯矛盾，例如以《兒童樂團》為橋樑聯繫上兩地人的童年，語言學校不同種族師生融洽相處，男、女主角分別願意學習普通話及粵語，來自大陸的女主角反而比港女同事對本土文化更有興趣；片中結尾問及甚麼是香港人，潘氏認為本片希望表達的答案是「只要願意認識香港就是香港人」。影評人何文龍的多個觀點也與前兩者相近，他指本片安排兩個「外人」去看香港，探索本土文化，回流的男主角以兒時遊戲重構逝去的歷史，女主角以「港漂」身份認識這個陌生的地方，而女方勉力融入香港，男方學習普通話，表現「互相了解是雙向的，偏見和抗拒無助溝通」。
本片串連了大量有關本土情懷的符號，但潘國靈嫌其處理「比較『套路』和雜燴」。《文匯報》的影評人張錦滿則評其製作水平「火候未夠」。
演員方面，家明及何文龍均對男主角陳豪演繹的溫文形象有所好評。家明另對於邵仲衡與陳豪合演一對性格迥異的好友（實為表兄弟），亦感討好。何文龍另好評女主角蒙亭宜：「清麗脫俗，充滿書卷氣，此態眼神流露角色的複雜內心世界，相當吸引。」林子聰角色的插科打諢，邵音音角色的溫情及對於往事的情感，均屬恰如其分。
家明及張錦滿亦讚揚顏培珊主唱的插曲動聽，有助於本片清新的氣息。
香港作家韓江雪比較《點對點》與同年上映的《那夜凌晨，我坐上了旺角開往大埔的紅VAN》，他認為當時香港人處於身份喪失危機，兩部電影反映了香港人對此問題的迥異觀點與取態。《點對點》較為平和，只觸及舊區人情、集體回憶、文化遺產的喪失，間接地暗示問題成因是地產霸權；而男主角所代表的取態只是緬懷、支持文化保育與抗爭、個人遊擊式宣泄（塗鴉），甚至後來改以低調形式以避免與體制衝突（隱形螢光噴漆），以及在經濟條件尚足的情況下放棄個人高薪厚職，將機會讓予後輩。而《紅VAN》則甚為悲觀，以居民消失、只餘城市硬件尚在的香港末世環境作出比喻，並以紅雨、裝甲車等事物隱喻某種極權，暗示問題根源在於中港政治議題，以及片中所映之香港人自私、貪婪的劣根性。

## 備註
1. 1 2  將點與點之間按特定順序畫線連起來，會得出一張畫。
2. 1 2 3 4 5 6 7 8 9 10 11 12 13 14 15 16 17  按片尾演職員名單。
3. ↑  但本片的籌劃、拍攝、電影節中首映均在運動爆發之前，而電影當年亦不見得受到廣泛關注，具很大影響力。此說只能解讀為運動及電影同受2014年前的一些思潮影響。
4. ↑  當指執法態度嚴苛刻板。

## 資料來源
1. 1 2 3 4 5 6 7  何文龍. . U Magazine：U Life+Weekend冊. 2014-10-31, (466): 106.
2. 1 2 3 4 5 6 7 8 9 10 11 12 13 14 15  . 香港: 香港國際電影節協會. 2014: 139. ISBN 978-988184015-8.
3. 1 2 3 4 5  . 香港01. 2018-04-14  [2022-10-01]. （原始内容存档于2022-10-03）.
4. 1 2 3 4  aMan. . 新Monday：第一冊. 2014-10-24, (734): 120-121.
5. 1 2  . 香港政府資訊中心. 2015-03-12  [2022-10-01]. （原始内容存档于2022-10-01）.
6. 1 2 3 4 5 6  潘國靈. . 香港影評庫. 香港電影評論學會. 2014-09-29  [2022-10-01].
7. 1 2 3 4 5 6 7 8 9 10 11 12 13 14 15 16  家明. . 香港影評庫. 香港電影評論學會. 2014-10-26  [2022-10-01]. （原始内容存档于2022-04-10）.
8. 1 2 3 4 5 6  優記. . 新假期：第二冊. 2014-10-27, (790): 33.
9. 1 2 3 4 5 6 7 8 9  張錦滿. . 香港文匯報. 2014-12-12  [2022-10-01]. （原始内容存档于2022-10-01）.
10. 1 2  . 香港電影金像獎.   [2022-10-01]. （原始内容存档于2016-10-17）.
11. ↑  韓江雪; 鄒崇銘. . . 香港: 印象文字. 2015: 79–83. ISBN 978-962-457-497-5.

## 外部連結
- 香港影庫上《點對點》的資料（繁體中文）
- 互联网电影数据库（IMDb）上《點對點》的资料（英文）
- 豆瓣电影上《點對點》的資料 （简体中文）
- 时光网上《點對點》的資料（简体中文）
- AllMovie上《點對點》的资料（英文）